# Pistache
Pour les articles homonymes, voir Pistache (homonymie).

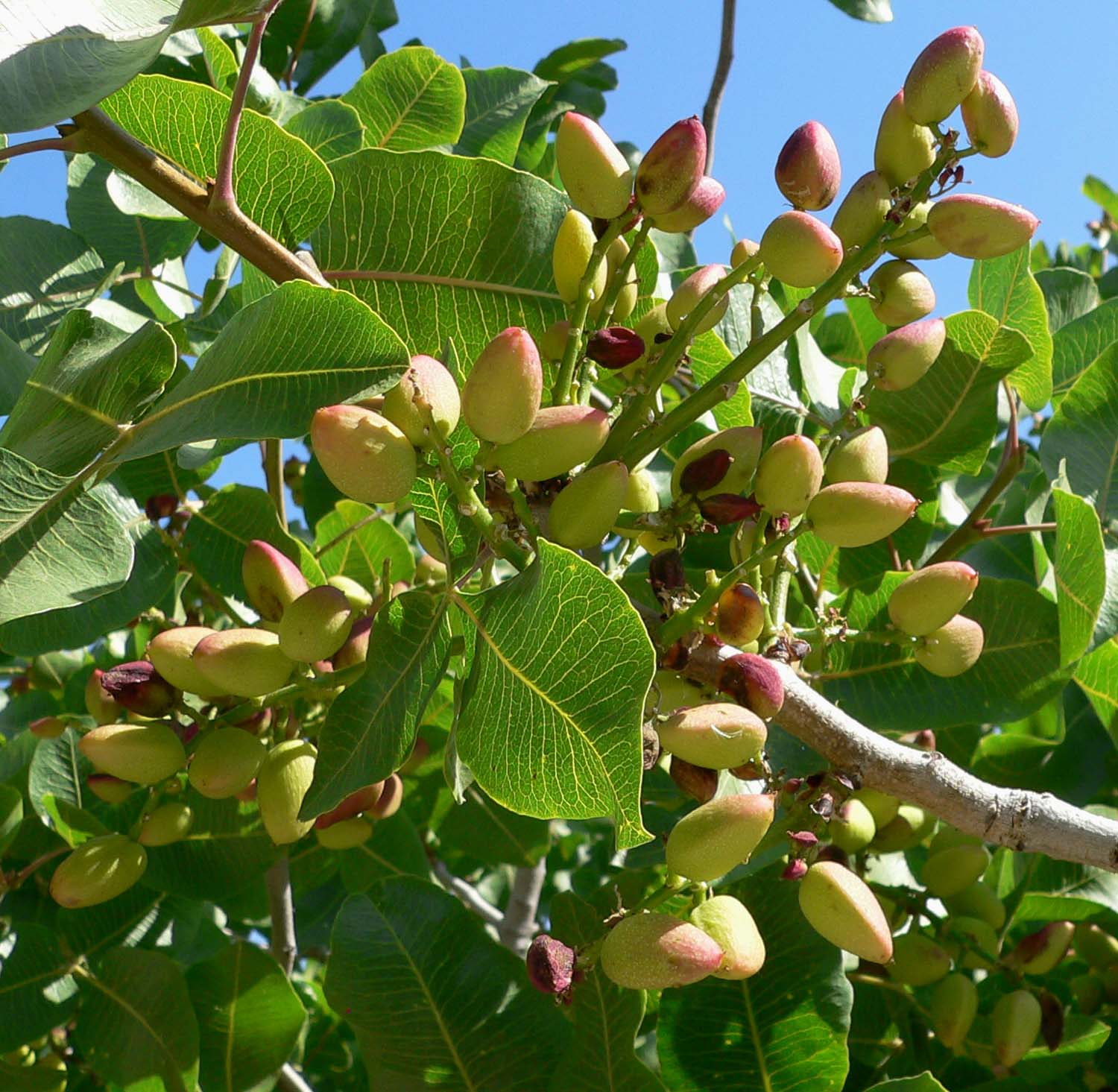
Pistachier vrai.

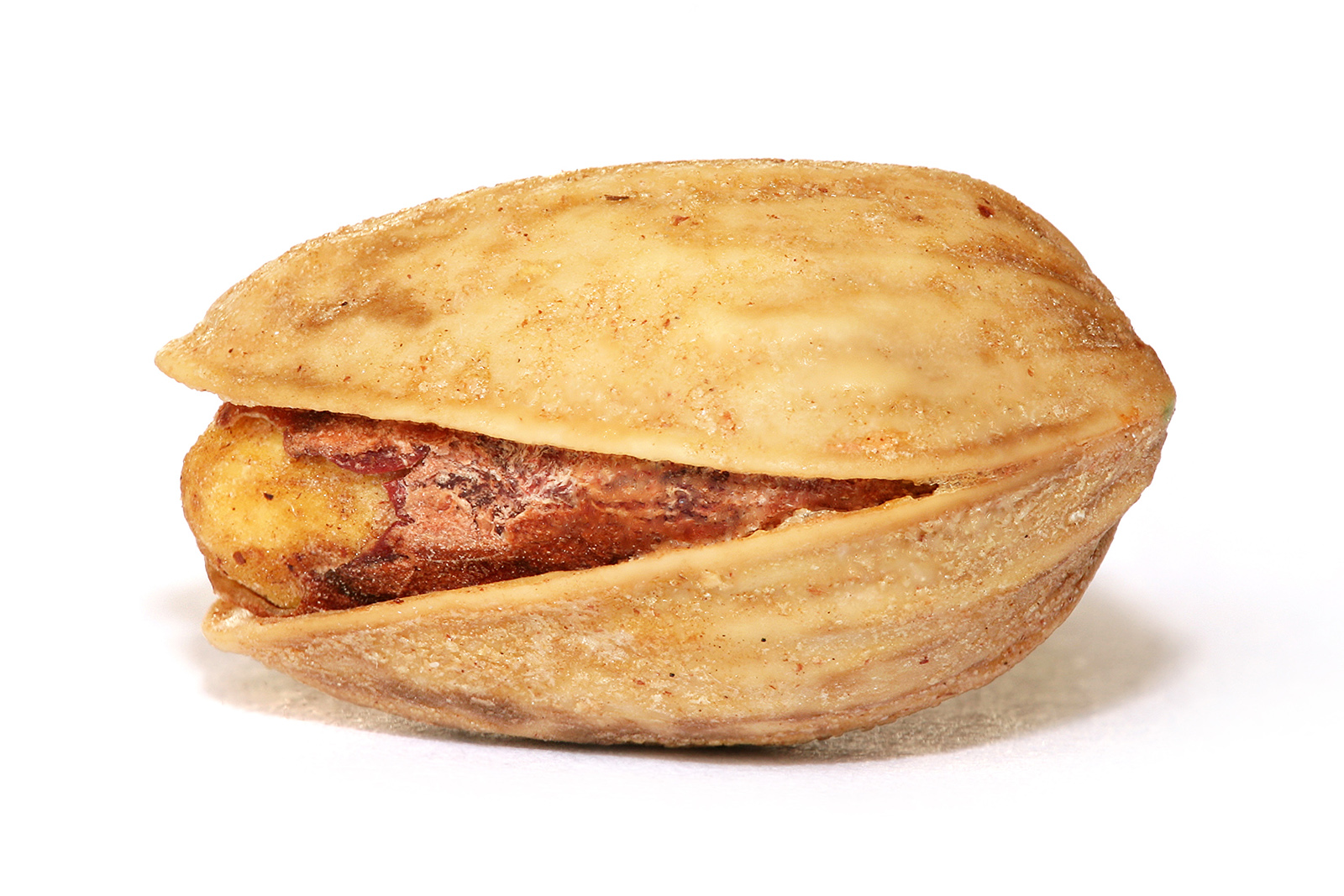
Pistache grillée et salée, comme elle se consomme dans les pays occidentaux.

La pistache est un fruit sec, produit par le pistachier vrai (Pistacia vera L.), arbuste de la famille des Anacardiacées.
Elle se présente sous la forme d’une petite graine de couleur verdâtre et de saveur douce, logée dans une coque qui s’ouvre quand le fruit est mûr.
La pistache peut se consommer crue, comme les amandes, ou grillée. Elle accompagne souvent l’apéritif. On incorpore la pistache aux sauces, aux farces, aux terrines, aux pâtés, à la crème glacée et aux pâtisseries.
Elle renferme environ 50 % de matières grasses, composées à 82 % d’acides gras insaturés et environ 19 % de protéines et 16 % de glucides. Elle est source de vitamine B6, B1, manganèse, de phosphore, de magnésium.
Comme c’est généralement le cas pour les termes désignant les fruits à coque, le terme de pistache peut suivant le contexte désigner le fruit du pistachier en entier ou la graine (ou amande) une fois débarrassée de sa coque.

## Histoire de la domestication

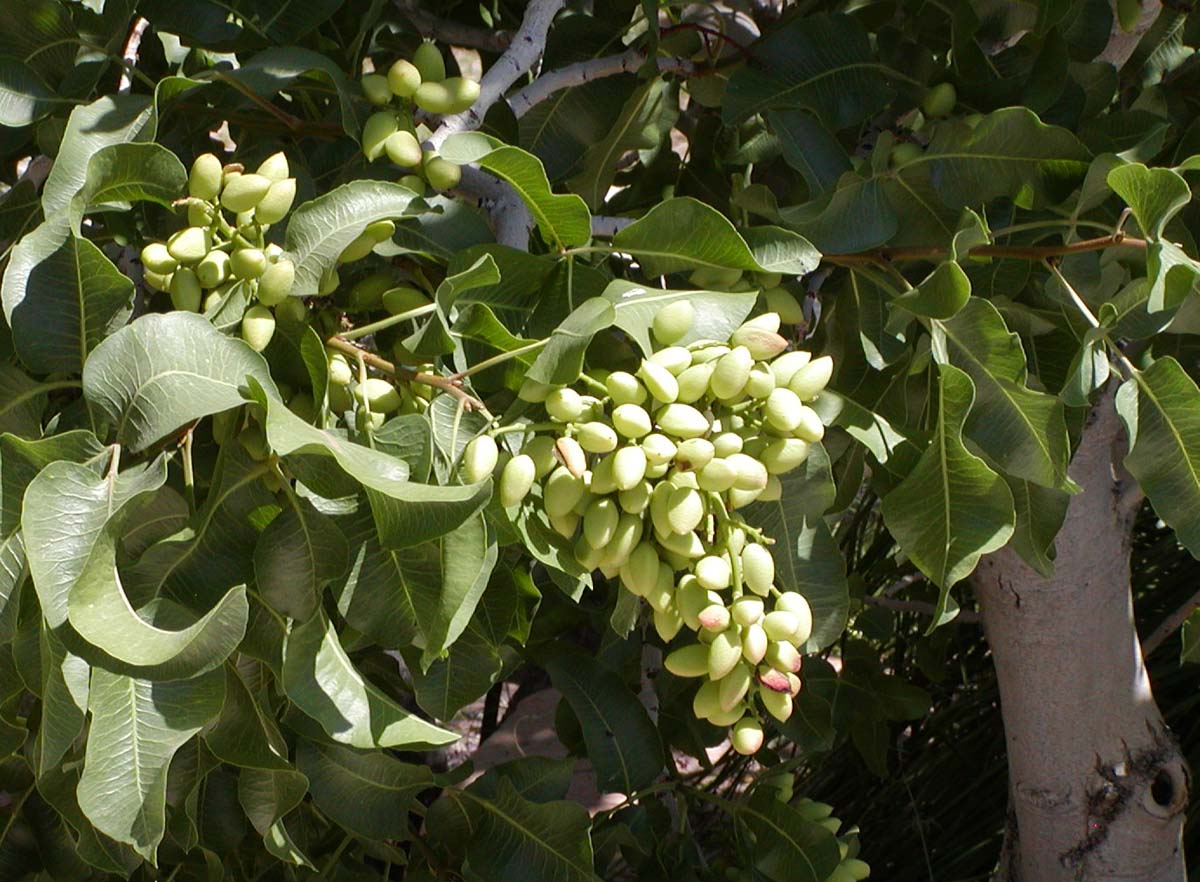
Pistachier aux États-Unis.

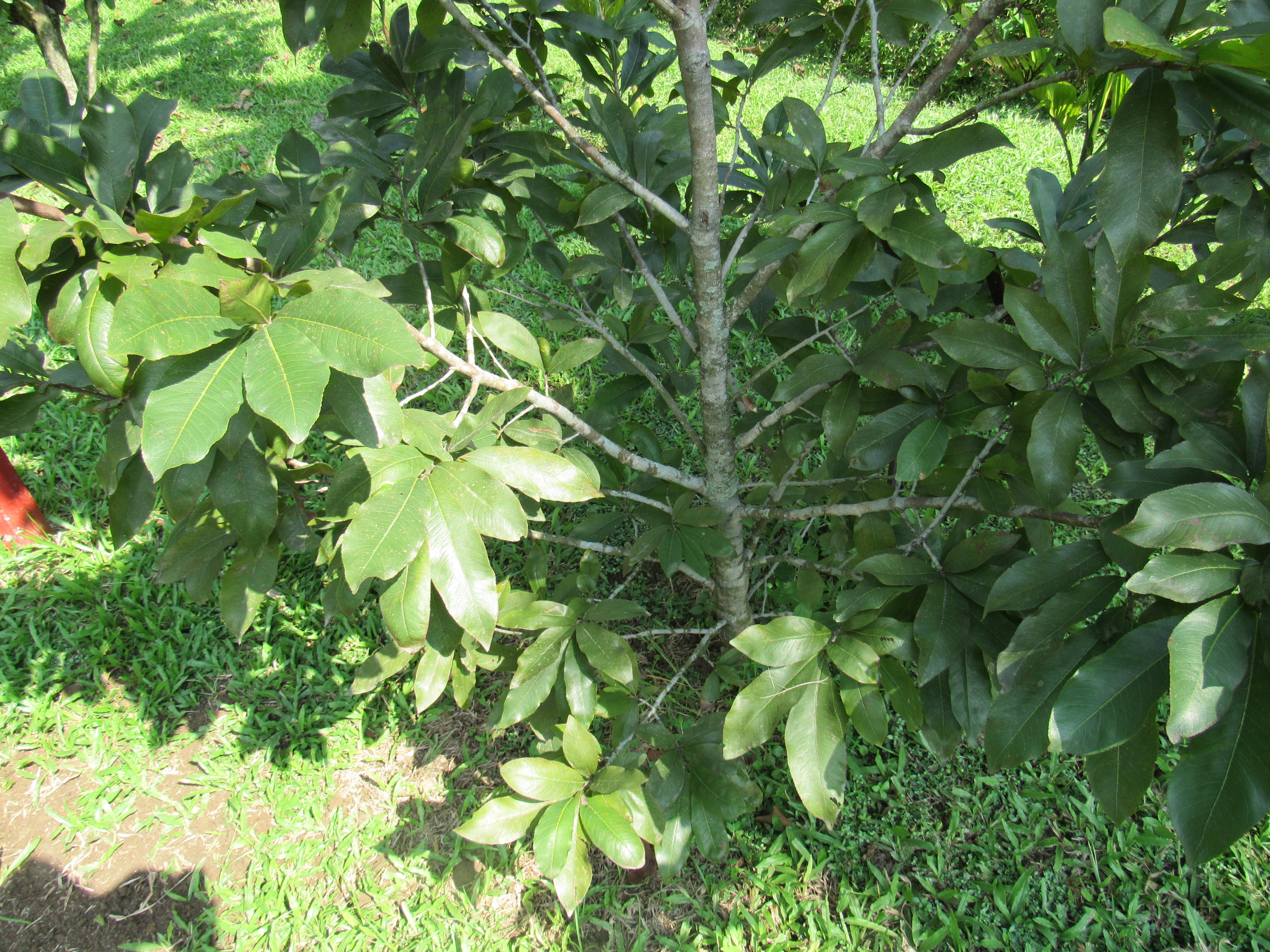
Pistachier au Bangladesh.

Le pistachier croissait à l’origine en Asie centrale, dans le Nord-Est de l’Iran et le Nord de l’Afghanistan où il constituait un élément remarquable de la zone de « forêts steppiques » semi-arides locales (Zohary, 2012, 2018). Les fruits des formes sauvages étaient récoltés et consommés par les populations locales. Les plus anciennes documentations archéologiques sur leurs usages viennent de Djarkutan (Ouzbékistan, Âge du bronze) et de Tepe Yahya (Iran, Néolithique récent et Âge du bronze). Il est toutefois difficile de dire si les restes de coquilles de pistaches viennent de récoltes prélevées de pieds sauvages ou cultivés. Plusieurs hypothèses ont été avancées pour le début de sa domestication : l’Asie centrale (à l’Âge de bronze) pour Noami Miller, l’Assyrie (il y a 4 000 ans) pour Büttner (Mansfeld’s Encyclopedia) ou plus tardivement pour Zohary et al. qui remarquent la dépendance totale de la culture du pistachier aujourd’hui vis-à-vis du greffage (mentionnée la première fois par Théophraste au IVe siècle av. J.-C.).
Le pistachier fut largement cultivé dans l’ancien Empire perse à partir duquel il s’étendit progressivement vers l’ouest. Il a été introduit dans la région méditerranéenne sous le règne de l’empereur Tibère, notamment dans la partie orientale.
Au Ier siècle, Pline mentionne l’existence de pistachiers en Syrie (H.N. XV, 51, utilisées contre les morsures de serpent) et indique qu’« elles furent importées pour la première fois en Italie par Vitellius »  au Ier siècle (H.N., XV, 91) et en Hispanie par le chevalier romain Flaccus Pompéius. La culture s’est répandue sur le pourtour méditerranéen et le Proche Orient.
À partir du VIIIe siècle, la culture du pistachier a été favorisée par les Arabes.
Les pistaches arrivèrent en France au XVIIe siècle sous Louis XIV par le port de Marseille venant de « Perse par Alep et Alexandrette & autres ports de cette échelle ». On cultivait les pistachiers en Italie, Sicile et les provinces méridionales de la France mais les « marchands épiciers » font commerce seulement de la pistache d’Asie. « Les pistaches entrent dans quantité de ragoûts et on l’en fait d’excellentes dragées » indique Le Dictionnaire universel de commerce de 1723.
Ce n’est que vers 1876 que l’on commence la culture des pistachiers en Amérique, notamment en Californie, Texas, Nouveau-Mexique et Hawaii, le climat de type méditerranéen se prêtant bien à sa production. Cette culture ne devint économiquement importante qu’à la fin du XXe siècle. Elle s’est répandue aussi en Australie et en Chine.

## Description botanique
Sur le plan botanique, la pistache est une drupe, qui comme toutes les drupes est composée de trois parties : 1) un péricarpe (ou écale) fait d’un exocarpe membraneux, jaune-rouge et d’un mésocarpe, pulpeux, 2) un endocarpe dur, formant une coque qui s’ouvre en deux valves 3) l’amande intérieure qui est la graine. Ce sont les cotylédons de cette graine, vert clair, couverts d’une mince pellicule rougeâtre, qui sont comestibles.
|                     |           |                                                              |
| Fruit du pistachier |           |                                                              |
| Drupe               | péricarpe | exocarpe, membraneux, jaune rougeâtre                        |
| Drupe               | péricarpe | mésocarpe mince, pulpeux                                     |
| Drupe               | péricarpe | endocarpe, « coque » lignifiée, se fend en deux (déhiscence) |
| Drupe               | graine    | testa, tégument, pellicule brun rougeâtre                    |
| Drupe               | graine    | 2 cotylédons verts, amande comestible                        |

À maturité, le fruit passe du vert au jaune-rouge et s’ouvre brusquement, indiquant qu’il est prêt pour être récolté. La graine à l’intérieur (appelée amande en botanique) est couverte d’un tégument violet (qui vire au rougeâtre après séchage) alors que les cotylédons sont verts. Une fois la coque ouverte, l’amande ne doit pas tomber au sol où elle risquerait d’être contaminée par des microorganismes. Contrairement aux pommes, toutes les pistaches d’un arbre ne mûrissent pas en même temps, ce qui nécessite d’effectuer la récolte par 2 ou 3 passages.
Les pistaches doivent être traitées dans les 24 heures qui suivent la récolte, pour éviter que l’humidité emprisonnée dans la coque ne provoque des taches sur la coque. Une coque exempte de taches est un signe de qualité car elle indique l’absence de problèmes de pathogènes et d’attaques d’insectes. Sa qualité doit malgré tout être très surveillée vis-à-vis des mycotoxines (substances toxiques synthétisées par des champignons microscopiques).

(pour la culture des pistachiers voir : Pistacia vera)

## Caractéristiques nutritionnelles

### Macronutriments
Selon la table Ciqual de l’Anses (voir ci-contre), la pistache grillée, salée, contient en moyenne environ 50 % de lipides (entre 42 et 54,1 %). Parmi les fruits à coque, c’est une proportion assez faible (semblable à celle de la noix de cajou), bien inférieure à celle de l’amande, de la noisette, de la noix du Brésil, de la noix commune (67 %) et de la pacane.
L’acide gras majoritaire est l’acide oléique (C18:1 ω9, un monoinsaturé) avec la proportion de 26,2 %. Puis vient l’acide linoléique (C18:2 ω6, un poly-insaturé) avec le taux de 14,2 %. Il n’y a pratiquement pas d’acide linolénique (C18:3 ω3) (0,23 %). Les acides gras insaturés représentent donc 82 % de la totalité des lipides.
Cette composition en nutriments est très proche de celle de la noix de cajou, qui comme elle appartient à la famille des Anacardiaceae. La pistache est seulement un peu plus riche en protéine (18,9 %) et un peu plus pauvre en glucide (15,9 %) que la noix de cajou.
Les protéines possèdent un ratio d’acides aminés essentiels plus importants que celui des fruits à coque communs (amandes, noix, noix de pécan et noisettes). De plus elles possèdent un pourcentage important d’acides aminés branchés (leucine, valine, isoleucine) qui jouent un rôle important dans la synthèse protéique musculaire.
La pistache (avec la noix de cajou) contient une quantité plus importante de glucides (16 %) que les autres fruits à coque communs.
C’est par ailleurs un fruit à coque des plus pauvres en calories (3 à 5,3 kcal par pistache) et en lipides, et l'un des plus riches en fibres (9,32 %) avec l’amande.

### Micronutriments
La pistache est riche en micronutriments : vitamines et minéraux. Elle offre plus de 30 vitamines, minéraux et phyto-nutriments différents.
La pistache est particulièrement riche en vitamines B6, B1, B9 et A et en manganèse, phosphore, magnésium, calcium et fer (par ordre décroissant des % AJR).
La pistache contient également une quantité significative de lutéine et de zéaxanthine, deux antioxydants caroténoïdes qui aident à réduire le risque de dégénérescence rétinienne liée à l’âge.

## Composés phytochimiques
Les composés phytochimiques de la pistache entière sont essentiellement des métabolites secondaires : huiles essentielles, flavonoïdes, phytostérols et phytostanols, caroténoïdes (dont la lutéine), resvératrol, polyphénols et acides organiques.
La pistache non émondée (avec son tégument) contient les flavonoïdes suivants : rutine, lutéoline, apigénine, naringétol, quercétine, cyanidine 3-O-D-galactoside, etc..
Le tégument de la pistache contient de grandes quantités de polyphénols et en particulier des anthocyanidines qui sont des pigments hydrosolubles, apparaissant souvent sous forme de dérivés hétérosides (connus comme des anthocyanes). Ont été identifiés la cyanidine-3-galactoside (696 µg/g), la cyanidine-3-glucoside (209 µg/g). La pistache est probablement le seul fruit à coque d’arbre contenant des anthocyanidines qui colorent leur tégument de rouge pourpre.
Dans le tégument on trouve aussi des flavonoïdes : quercétol (quercétine) (14,9 µg/g), lutéoline (10,0 µg/g), ériodictyol (10,2 µg/g), rutine (1,6 µg/g), naringénine (1,2 µg/g) et apigénine (0,2 µg/g). Ces résultats sont donnés par rapport à la masse du tégument et sont sans surprise plus élevés que les mesures suivantes faites par rapport à la pistache émondée.
Le tableau suivant répertorie les flavonoïdes de la pistache émondée, donnés par Phenol-Explorer, et ceux du tégument, donnés par Seeram et al.:
| Flavonoïdes de la pistache émondée et de son tégument en mg/100 g (d’après Phenol-Explorer et Seeram et al) | Flavonoïdes de la pistache émondée et de son tégument en mg/100 g (d’après Phenol-Explorer et Seeram et al) | Flavonoïdes de la pistache émondée et de son tégument en mg/100 g (d’après Phenol-Explorer et Seeram et al) | Flavonoïdes de la pistache émondée et de son tégument en mg/100 g (d’après Phenol-Explorer et Seeram et al) | Flavonoïdes de la pistache émondée et de son tégument en mg/100 g (d’après Phenol-Explorer et Seeram et al) | Flavonoïdes de la pistache émondée et de son tégument en mg/100 g (d’après Phenol-Explorer et Seeram et al) | Flavonoïdes de la pistache émondée et de son tégument en mg/100 g (d’après Phenol-Explorer et Seeram et al) |
| --- | --- | --- | --- | --- | --- | --- |
| … | Flavanones                                                                                                  | Flavanones                                                                                                  | Flavones | Flavones | Flavonols                                                                                                   | Flavonols                                                                                                   |
| … | Ériodictyol                                                                                                 | Naringétol                                                                                                  | Apigénine                                                                                                   | Lutéoline                                                                                                   | Quercétol                                                                                                   | Rutoside |
| pist. émondée                                                                                               | 0,11 | 0,01 | 0,003 | 0,1 | 0,02 | 0,05 |
| tégument | 1,02 | 0,12 | 0,02 | 1,00 | 1,49 | 0,16 |

La pistache est riche en resveratrol (0,11 mg/100g du même ordre que celui de l’arachide), taux certes significatif mais moins important que celui du cacao (4 mg/100g) ou des raisins secs.
Les arômes de la pistache sont liés à son contenu en terpénoïdes dont les plus importants sont l’alpha-pinène (54,4 %) que l’on retrouve dans l’essence de térébenthine, le terpinène (terpinolène) (18,91 %), le limonène (6,62 %), le delta-3-carène (3,97 %), le camphène (3,20 %).
Dans le cadre d’une étude comparative du contenu phénolique des amandes de dix fruits à coque du commerce, Yang et al. ont procédé à une extraction par solvant des composés phytochimiques libres et liés. Ils ont établi par la méthode colorimétrique de Folin-Ciocalteu que la noix commune  possédait le contenu phénolique (1 580 mg/100g) largement le plus grand avec la noix de pécan (1 464 mg/100 g), suivis par la cacahouète, la pistache (572 mg/100 g), la noix de cajou (316 mg/100 g), la noisette (315 mg/100 g) et l’amande (213 mg/100 g)
noix com. > noix de pécan > cacahouète > pistache > …> noisette > amande > noix du Brésil
Une méthode colorimétrique a déterminé le contenu en flavonoïde total :
| Noix                                       | Pécan | Arachide | Pistache | Noix de cajou | Noisette | Amande | Activités antioxydantes de 10 fruits à coque |
| ------------------------------------------ | ----- | -------- | -------- | ------------- | -------- | ------ | -------------------------------------------- |
| Contenu phénolique total (mg/100 g)        |       |          |          |               |          |        |                                              |
| 1 580                                      | 1 464 | 646      | 572      | 316           | 315      | 213    |                                              |
| Contenu flavonoïde total (mg/100 g)        |       |          |          |               |          |        |                                              |
| 745                                        | 705   | 190      | 143      | 64            | 114      | 93     |                                              |
| Activité antioxydante totale (µmol vit. C) |       |          |          |               |          |        |                                              |
| 458                                        | 427   | 81       | 76       | 30            | 7        | 25     |                                              |

Les mesures d’activité antioxydante de Yang et al. ont établi une suprématie écrasante de la noix commune et de la noix de pécan, suivie de très loin par la pistache qui ne représente plus que 16,6 % de l’activité de la noix mais qui est malgré tout bien supérieure à celles de la noix de cajou, l’amande et la noisette.

## Propriétés physiologiques

### Régulation du poids
En raison du fort contenu énergétique des fruits à coque, on pourrait penser que leur consommation régulière entraine une prise de poids. Cependant jusqu'à aujourd’hui aucune étude épidémiologique n'a pu établir une association entre la consommation de fruits à coque (ou de pistaches) et la prise de poids ou le risque d’obésité. Deux suivis de grandes cohortes sur plus d’un an ont montré qu'il existe une relation inverse entre la consommation régulière de fruits à coque et de changement de poids à long terme. Il n’a pas été trouvé d’association entre la consommation de fruits à coque riche en énergie et un risque à long terme d'une prise de poids.
De même, à l’occasion d’études d’intervention portant sur l’effet de la consommation de pistache sur le profil du plasma, il a été trouvé qu’elle n’avait pas d’effets sur la prise de poids.

### Influence sur le profil lipidique
Le rôle protecteur de la consommation de pistache et des fruits à coque contre les maladies cardio-vasculaires a été largement étudié. Ainsi, l'examen du lien entre la consommation de fruits à coque et la mortalité a été fait sur deux grandes cohortes formées par les 76 464 femmes de la Nurse’ Health Study (1980-2010) et les 42 498 hommes de la Health Professionals Follow-up Study (1986-2010). Ce suivi a établi qu'il existe une association inverse entre la fréquence de la consommation de fruits à coque et la mortalité. Pour les personnes qui consomment des fruits à coque au moins 5 fois par semaine (par rapport à celles qui n’en consomment pas), on observe une diminution de la mortalité de 25 % par maladies cardio-vasculaires.
Le développement des maladies coronariennes est lié à un grand nombre de facteurs de risque comme l’âge, le tabagisme, l’hérédité, le sexe, un taux élevé de lipoprotéine LDL (« mauvais cholestérol ») et un taux bas de lipoprotéine HDL (« bon cholestérol »). Des observations récentes ont montré que les malades présentant  un ou plusieurs facteurs de risques cardiovasculaires développent une altération du potentiel vasodilatateur de l’endothélium ayant une valeur prédictive du risque cardiovasculaire. Il est donc crucial d’évaluer la fonction endothéliale.
Sheridan et al. ont trouvé une augmentation significative de la concentration du cholestérol HDL (ou HDL-C) après une prise de pistaches. Celle-ci a consisté à consommer 15 % des calories journalières — soient 2-3 onces (57 à 85 grammes) par jour — sous forme de pistaches décortiquées durant 4 semaines pour 15 sujets souffrant d’une hypercholestérolémie modérée. Mais il est maintenant admis que le profil lipidique classique ne peut complètement expliquer les dégâts athérogènes des maladies cardiovasculaires. Plutôt qu’un LDL-C haut (et un HDL-C bas), il faut considérer qu’un taux élevé de non-HDL-C (formé du LDL-C + Lipoprotéine de très basse densité VLDL-C) est plus fortement associé avec un risque accru de maladie coronarienne.
L’équipe de Holligan et al.  fut une des premières à étudier l’impact de la consommation de pistaches sur les sous-classes de lipoprotéines pour 28 sujets ayant un niveau de LDL élevé. Trois types de régimes iso-énergétiques ont été comparés : un régime pauvre en lipide (et riche en glucide), un régime dont 10 % de l’énergie provenait des pistaches  (1PD) et un régime où 20 % de l’énergie provenait des pistaches (2PD). Dans ces deux derniers régimes, l’énergie supplémentaire apportée par les pistaches est soustraite à la part des glucides. Comparé aux régimes de contrôle et 1PD, le régime 2PD a réduit de manière significative le niveau des LDL petits et denses (small and dense LDL = sdLDL). Il a déjà été établi que l’accroissement de cette sous-classe des sdLDL est associé à une faible sensibilité à l’insuline et à une masse grasse épaisse au niveau de la ceinture. Le taux élevé de sdLDL est un meilleur prédicteur des risques de maladies cardio-vasculaires que les niveaux de LDL et HDL. En plus de la diminution du sdLDL, une diminution significative du ratio Triacylglycérol TAG / HDL  a été observée à la suite du régime 2PD versus le régime de contrôle.

### Amélioration de la tension et de la fonction endothéliale
La consommation de pistaches (comme de fruits à coque) est associée à une diminution de la pression artérielle systolique.
Une étude randomisée a porté sur 60 adultes atteint d’une dyslipidémie légère qui ont été répartis en deux groupes ; le premier suivit un programme de modification du style de vie (MSV) et le second ce même programme MSV accompagné de la consommation de 40 g de pistaches décortiquées par jour durant trois mois. Les patients MSV n’ont vu aucun des paramètres cliniques ou biochimiques s’améliorer. Le groupe pistache a connu une augmentation du HDL-C et une réduction du LDL-C et du ratio cholestérol total CT/HDL-C.
Il a vu aussi une réduction de la vitesse d’onde de pouls (PWV) indiquant une diminution de la rigidité artérielle.

## Production mondiale
Les principaux pays producteurs sont l'Iran (principalement la province de Kerman, notamment Rafsandjan) et les États-Unis (principalement la Californie). Viennent ensuite la Turquie, la Chine, la Syrie, puis trois pays de l’Union européenne : la Grèce, l’Espagne et l'Italie.
La production fluctue d’une année à l’autre : une année de bonne récolte est généralement suivie d’une mauvaise récolte.[réf. nécessaire]
La production américaine était quasiment nulle avant la révolution iranienne de 1979. À la suite de l'embargo imposé à l'Iran, des millions de pistachiers sont plantés en Californie pour assurer l'approvisionnement des États-Unis. Une variété est particulièrement privilégiée : la pistache de Kerman, créée par le botaniste William Whitehouse,.
| Production de pistaches (faostat) | Production de pistaches (faostat) | Production de pistaches (faostat) | Production de pistaches (faostat) | Production de pistaches (faostat) |
| Pays                              | 2013 (tonnes)                     | 2016 (tonnes)                     | 2017 (tonnes)                     | 2018 (tonnes)                     |
| --------------------------------- | --------------------------------- | --------------------------------- | --------------------------------- | --------------------------------- |
| Iran                              | 225 001                           | 405 925                           | 574 987                           | 551 307                           |
| États-Unis                        | 213 188                           | 406 646                           | 272 291                           | 447 700                           |
| Turquie                           | 88 600                            | 170 000                           | 78 000                            | 240 000                           |
| Chine                             | 74 000                            | 90 082                            | 95 294                            | 74 828                            |
| Syrie                             | 54 516                            | 57 910                            | 56 508                            | 28 800                            |
| Grèce                             | 7 100                             | 12 200                            | 12 300                            | 8 558                             |
| Production mondiale               | 679 229                           | 1 166 767                         | 1 115 066                         | 1 375 772                         |

## Utilisations culinaires
Les pistaches grillées et salées, sont souvent servies à l’apéritif encore en coques, avec des amandes, noix de cajou et autres amuse-gueules.
Transformées en pâte, elles servent à aromatiser baklavas, macarons, glaces, sablés et autres desserts ou collations. Elles agrémentent le mouhallabié, une crème dessert à la fleur d’oranger et à la pistache. Originaire de la Perse Sassanide (224-651), on la retrouve en Turquie, et au Levant (Liban, Syrie, etc.)
Elles servent aussi à la confection de plats principaux. Elles agrémentent une tajine d’agneau ou une terrine de campagne.

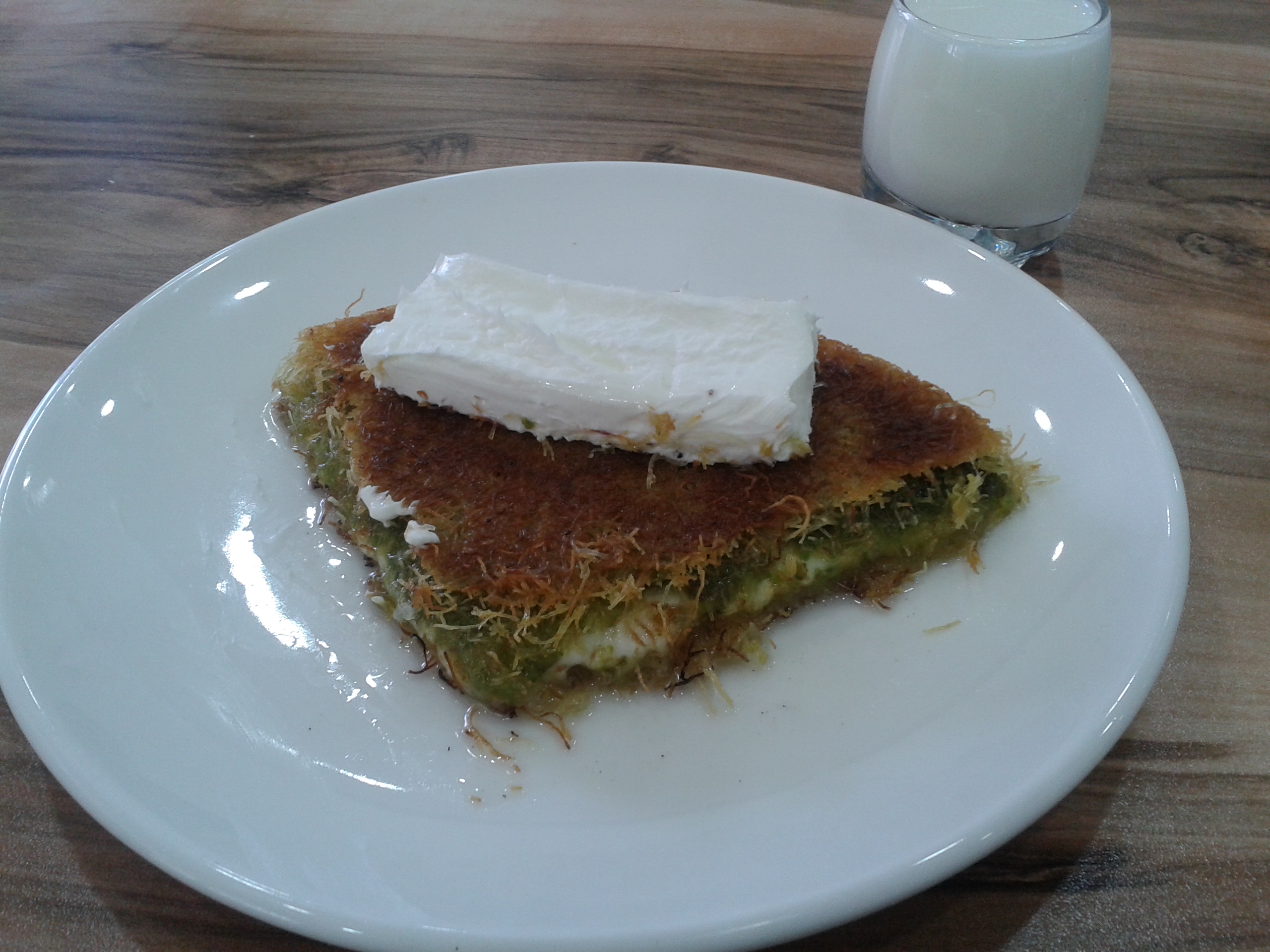
Fıstıklı künefe, fourré à la pistache (Ankara)
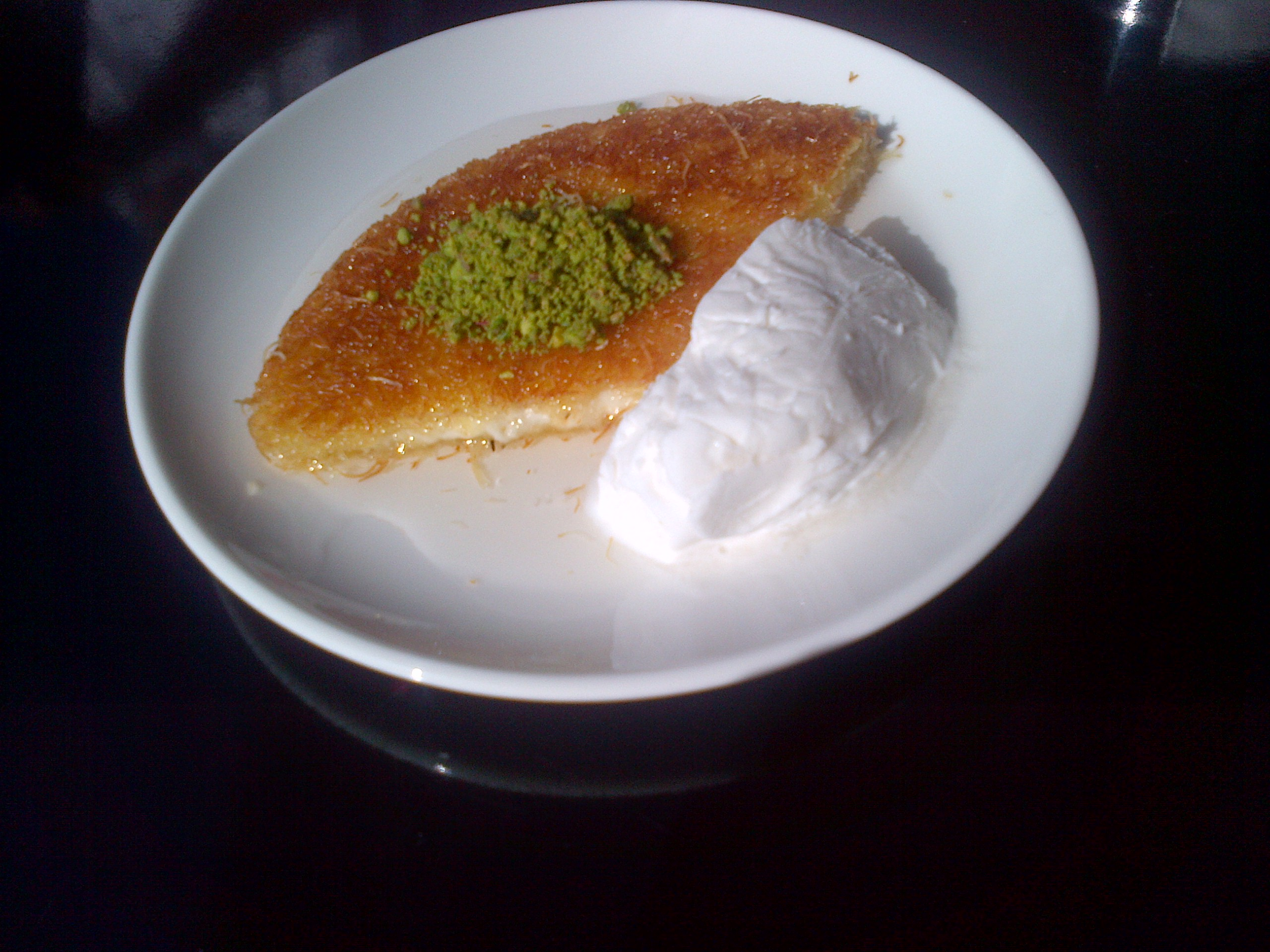
Künefe fait de fromage entre deux couches de cheveux d’ange, saupoudré de pistaches et noix
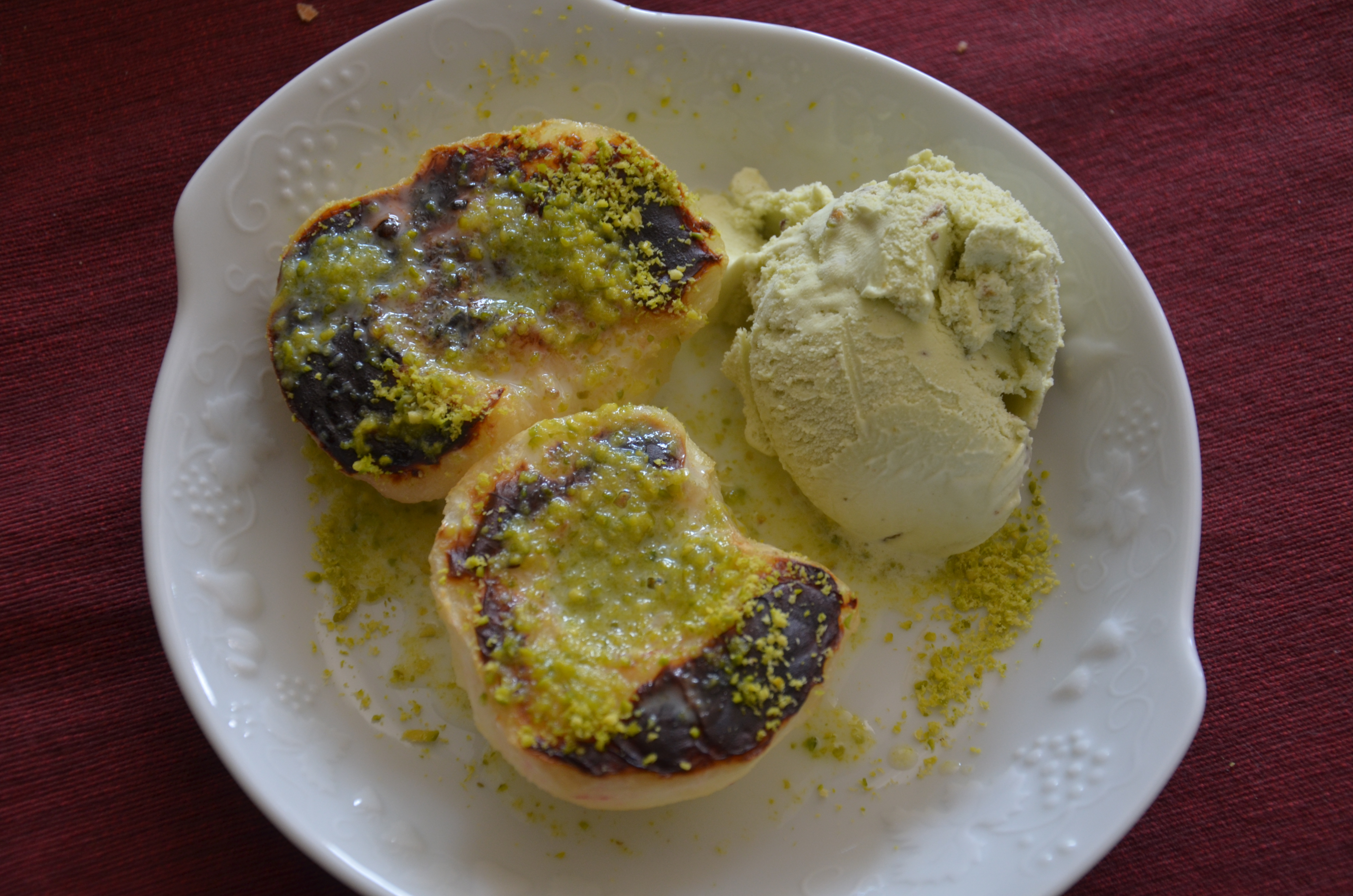
Dessert à base de pêche et de pistache

## Calendrier républicain
Le nom de la pistache fut attribué au 26e jour du mois de brumaire du calendrier républicain ou révolutionnaire français, généralement chaque 16 novembre du calendrier grégorien.

## Anecdote
Les pistaches sont hautement inflammables lorsqu'elles sont stockées en grandes quantités et sont sujettes à l'auto-échauffement et à la combustion spontanée (réaction exergonique) .